# Сліпак піщаний (срібна монета)
«Сліпа́к піща́ний» — срібна пам'ятна монета номіналом десять гривень, випущена Національним банком України. Присвячена рідкісному виду ссавців, що живе лише на території України — сліпаку піщаному (Spalax arenarius), описаному вперше для науки українською вченою Євдокією Решетник з Інституту зоології (Київ). Вид включено до Червоної книги України та Червоного списку МСОП з категорією «Endangered».
Монету введено в обіг 15 червня 2005 року. Вона належить до серії «Флора і фауна».

## Опис монети та характеристики
| Номінал грн. | Метал            | Маса, грам   | Діаметр, мм. | Якість виготовлення | Гурт     | Тираж, штук |
| ------------ | ---------------- | ------------ | ------------ | ------------------- | -------- | ----------- |
| 10           | срібло 925 проби | 31,1 / 33,62 | 38,61        | пруф                | рифлений | 8 000       |

### Аверс
На аверсі монети в обрамленні вінка, утвореного із зображень окремих видів флори і фауни, розміщено малий Державний Герб України та написи в чотири рядки: «УКРАЇНА», «10 ГРИВЕНЬ», «2005», а також позначення металу та його проби — Ag 925, маса в чистоті — 31,1, крім того, логотип Монетного двору Національного банку України.

### Реверс

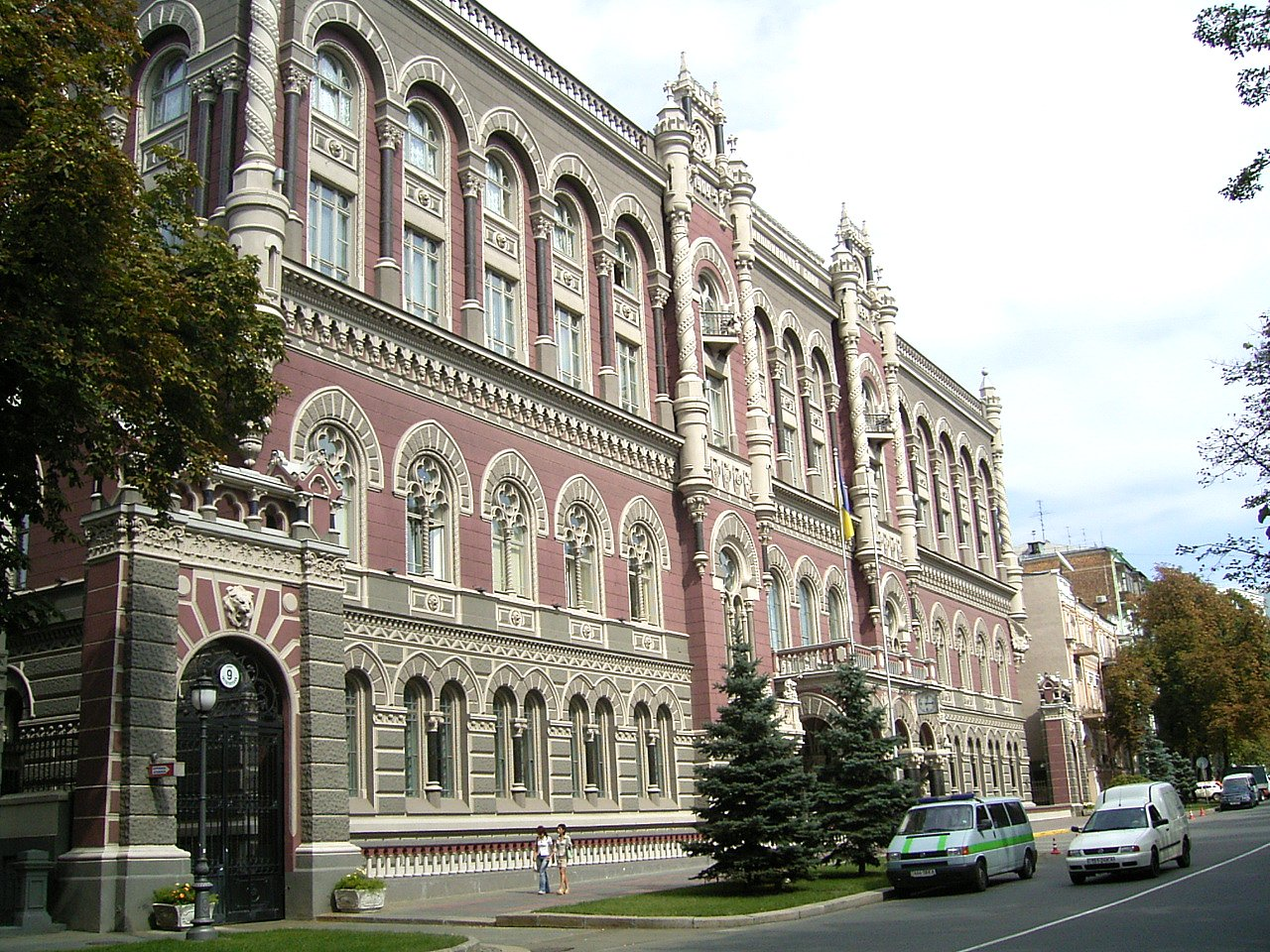
Будівля Національного банку України

На реверсі монети зображено гризуна на тлі рослини (ліворуч) та півколом розміщено назви тварини українською та латиною з прізвищем першовідкривачки цього виду (Є. Решетник): «СЛІПАК ПІЩАНИЙ» (угорі) та «SPALAX ARENARIUS RESHETNIK» (унизу).

## Автори
- Художник — Дем'яненко Володимир.
- Скульптор — Дем'яненко Володимир.

## Вартість монети
Ціна монети — 575 гривень була вказана на сайті НБУ в 2013 році.
Фактична приблизна вартість монети з роками змінювалася так:
| Рік        | 2010 | 2011 | 2012 | 2013 | 2014 | 2015 | 2016  | 2017 | 2018 | 2019 | 2020 | 2021 | 2022  | 2023  | 2024  | 2025  |
| ---------- | ---- | ---- | ---- | ---- | ---- | ---- | ----- | ---- | ---- | ---- | ---- | ---- | ----- | ----- | ----- | ----- |
| Ціна, грн. | 550  | 550  | 550  | 600  | 450  | 650  | 1 000 | 670  | 760  | 810  | 760  | 970  | 1 300 | 1 950 | 2 700 | 3 100 |